# Івайло Калфін
Івайло Георгієв Калфін (нар. 30 травня 1964, Софія) — болгарський дипломат, колишній міністр закордонних справ Болгарії з 2005 по 2009 рр.

## Життєпис
Народився 30 травня 1964 року в місті Софія. У 1988-му здобув ступінь магістра економіста-міжнародника в Софійському університеті. У 1999-му закінчив британський університет Лафборо, де здобув ступінь фахівця з міжнародної банківської справи. На початку 90-х років працював у найбільших фірмах, що надають послуги з економічного консультування.
Калфін почав свою політичну кар'єру в 1994-му, ставши депутатом Народного зібрання Болгарії. Був членом парламентської комісії з міжнародних відносин і фінансової політики. У 2001 і 2003 роках працював членом місії спостерігачів ОБСЄ в Косово.
У 2005 році призначений міністром закордонних справ Болгарії в уряді Сергія Станішева.
У 2011 році стало відомо, що Калфін буде кандидатом у президенти Болгарії від Болгарської соціалістичної партії. Вибори пройшли 23 жовтня 2011 року. Івайло Калфін став другим, набравши майже 29 % голосів. Калфін і переможець першого туру Росен Плевнелієв вийшли у другий тур. Другий тур відбувся 30 жовтня. Івайло Калфін не зміг випередити свого опонента і з 47,44 % голосів зайняв друге місце. Новим президентом Болгарії був обраний Росен Плевнелієв, який отримав понад 52 % голосів виборців.